# Флінстоуни (фільм)
Флінстоуни (англ. The Flintstones) — американський сімейний кінофільм за мотивами однойменного мультсеріалу.

## Сюжет
Двоє друзів, Фред Флінстоун та Барні Раббл вже багато років працюють на каменярні. Одного разу керівництво каменярні вирішує провести тест серед робітників, щоб виявити здібних робітників, яких чекає підвищення, а інших просто-напросто звільнити. Фред впевнений, що не пройде цей тест і зовсім втрачає надію, але його добрий друг Барні, прагнучи віддячити приятелеві за всю допомогу, яку той йому давав, непомітно підмінив відповіді на тест Фреда на свої. Після цього Фреда підвищили на роботі, а Барні звільнили. І чим розкішнішим з часом ставало життя родини Флінстоунів, тим прохолоднішими ставали відносини Фреда і Барні.

## Персонажі
- Джон Гудмен — Фред Флінстоун, товстий і ледачий працівник каменярні міста Бедрок, який часто потрапляє у кумедні ситуації.
- Рік Мораніс — Барні Раббл, найкращий друг та сусід Фреда, який працює з ним на каменярні. Завжди намагається допомогти родині Флінстоунів, але це у нього не дуже добре виходить.
- Елізабет Перкінс — Вілма Флінстоун, дружина Фреда, турботлива домогосподарка, яка, тим не менш, завжди підозрює Фреда у недобрих справах.
- Розі О'Доннелл — Бетті Раббл, дружина Барні та найкраща подруга Вілми.
- Кайл Маклаклен — Кліфф Вандеркейв
- Геллі Беррі — міс Стоун
- Елізабет Тейлор — Перл Слагупл
- Мел Бланк — Діно
- Денн Флорек — містер Слейт
- Річард Молл — Гоагі
- Ірвін Кієс — Джо Рокхед
- Сем Реймі — Кліфф